# Order Olimpijski
Order Olimpijski – najwyższe odznaczenie przyznawane przez Międzynarodowy Komitet Olimpijski, które w 1975 zastąpiło Dyplom Olimpijski.

## Historia
Odznaczenie posiadało najpierw trzy stopnie: złoty, srebrny i brązowy. Order brązowy nie jest przyznawany od 1984. Order przyznawany jest osobom odznaczającym się dużym zaangażowaniem w ruch olimpijski. Tradycyjnie order przyznawany jest głównemu odpowiedzialnemu za organizację kolejnych igrzysk olimpijskich. Osoba ta otrzymuje to wyróżnienie podczas ceremonii zamknięcia igrzysk.
Ordery wykonywane są przez włoską firmę Bertoni z Mediolanu.

## Forma orderu

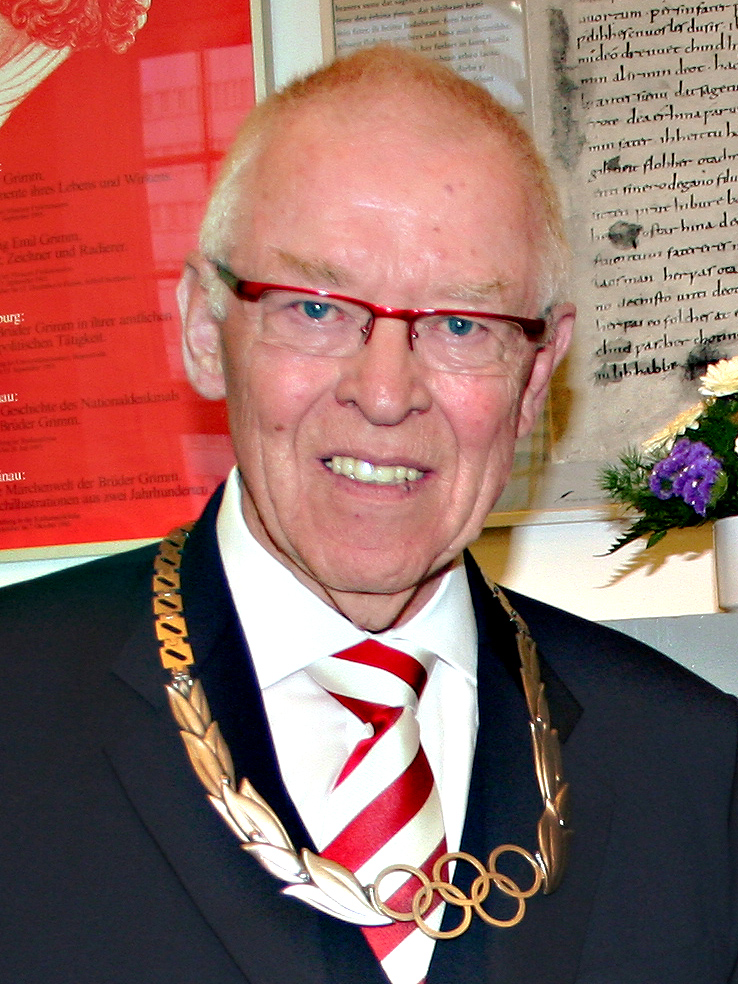
Ulrich Feldhoff odznaczony Orderem Olimpijskim w 2009

Order ma kształt naszyjnika (łańcucha orderowego) w złocie, srebrze lub brązie, w zależności od stopnia. Z przodu naszyjnika znajduje się pięć olimpijskich kół. Po obu stronach symbolu olimpijskiego znajdują się liście oliwki − kotinos. Odznaczeni orderem mogą nosić przypiętą do ubrania broszkę z symbolem olimpijskim wykonaną z odpowiedniego metalu, w zależności od stopnia.

## Odznaczeni
Wśród znanych osób odznaczonych Orderem Olimpijskim są:
- 1976[2] brązowym: Albert Demaurex, Paul Anspach, Harold Austad, Walter Wulfing, Daniel Ferris, Jesse Owens, Hector Paysse Reyes; srebrnym:  Zofia Mironova, Walter Jhung, Antonio Dos Reis Carneiro, Cleanthis Paleologos, Helmut Behrendt, Haim Wein, Abderrahman Khatib
- 1981 Herbert Kunze
- 1983 Ulrich Wehling
- 1984 Peter Ueberroth, Nadia Comăneci, Mizuno Kenjirō
- 1985 Toni Sailer, Erich Honecker, Nicolae Ceaușescu, Günther Sabetzki, Manfred Ewald, Borislav Stanković
- 1987 Rudolf Hellmann, Leon Stukelj, król Bhumibol Adulyadej
- 1988 Manfred von Brauchitsch, Reinhold Messner, Jerzy Kukuczka
- 1988 Katarina Witt
- 1989 Arne B. Mollén
- 1993 Willi Daume
- 1994 Richard von Weizsäcker
- 1995 Klaus Kotter
- 1996 Christian Erb, Billy Payne
- 1997 Hendrika Mastenbroek
- 1998 Frédy Girardet, Chung Ju-yung, Aleksander Kwaśniewski[3]
- 1999 Steffi Graf
- 2000 Res Brügger, Wiaczesław Fietisow
- 2001 Naim Süleymanoğlu
- 2002 Mitt Romney, Peter Blake (pośmiertnie)
- 2003 John Williams
- 2004 Matthias Kleinert, Gianna Angelopoulos-Daskalaki, Nadia Comăneci (drugi raz)
- 2005 Borislav Stanković (drugi raz)
- 2006 Hans Wilhelm Gäb, Wiktor Janukowicz
- 2009 Ulrich Feldhoff
- 2021 Marian Dymalski
- 2022 Sun Chunlan, Cai Qi[4], Andrzej Duda[5]
- 2024 Tony Estanguet, Emmanuel Macron

Inne znane osoby udekorowane Orderem Olimpijskim to: Jan Paweł II, król i królowa Norwegii Harald V i Sonja, Bjørn Dæhlie, Borys Jelcyn, Alberto Tomba, Manfred Germar, Adolf Ogi, Pirmin Zurbriggen, Rudolf Nemetschke, Bertrand Piccard, Jean-Claude Killy, Jerzy Kukuczka, Maria Kwaśniewska, Janusz Przedpełski, Juan Antonio Samaranch.